# Viktor Hultsved
Bert Viktor Hultsved, född 14 februari 1935 i Karl Gustavs församling i Norrbottens län, död 9 november 2020 i Karlstads domkyrkodistrikt i Värmlands län, var en svensk veterinär.

## Biografi
Hultsved avlade veterinärexamen i Stockholm 1963 och blev samma år besiktningsveterinär och fänrik i Fältveterinärkårens reserv. År 1964 blev han distriktsveterinär och militär veterinär på aktiv stat. Han var stabsveterinär i Arméstaben 1964–1967. Åren 1967–1993 tjänstgjorde han vid Försvarets sjukvårdsstyrelse: som fältveterinär 1967–1976, som byråchef 1976–1981 och som försvarsöverveterinär 1976–1993. Hultsved hade överstes tjänsteklass.
Viktor Hultsved invaldes 1978 som ledamot av Kungliga Krigsvetenskapsakademien. Han är gravsatt på Ruds kyrkogård i Karlstad.